# 15-Meter-Band

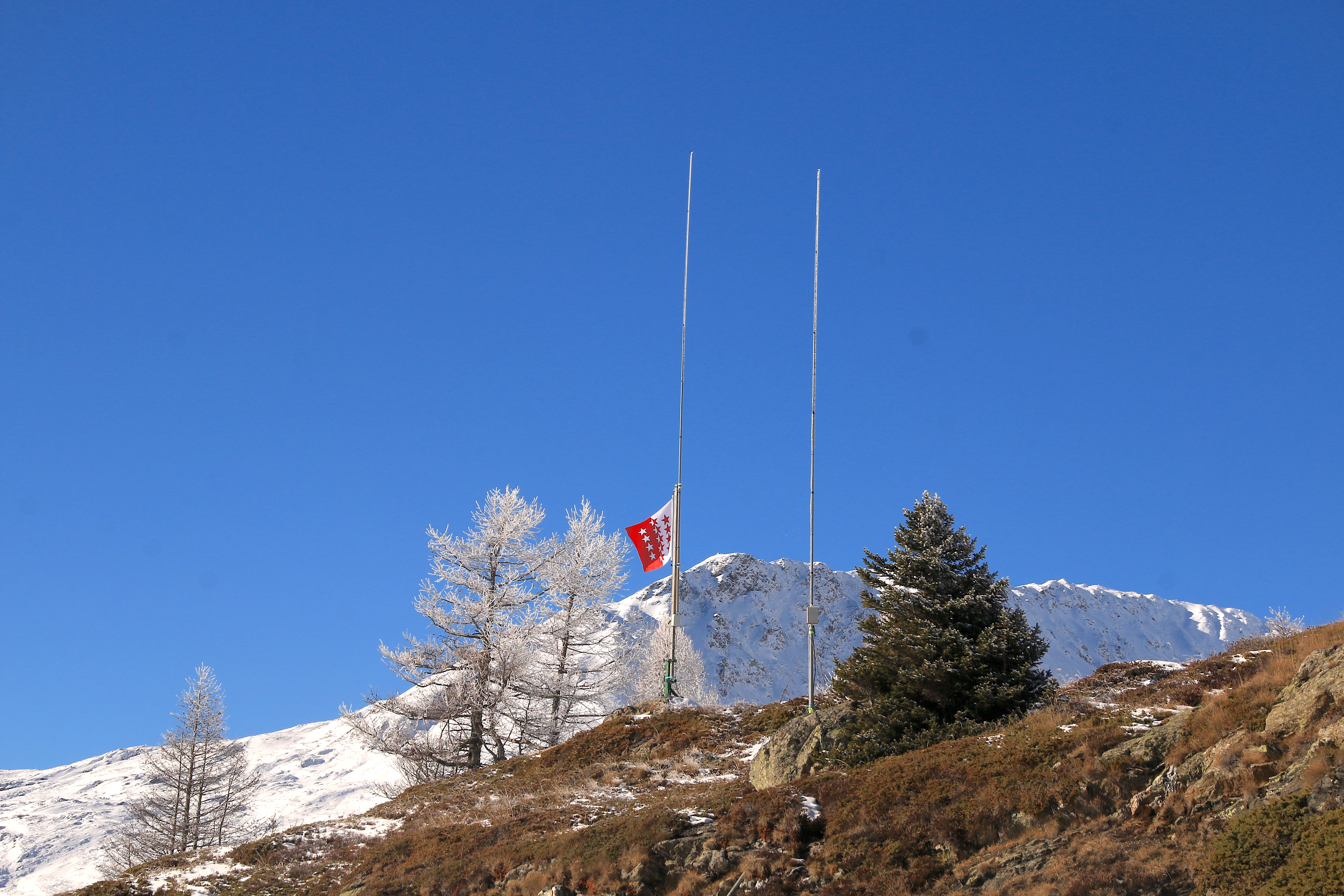
Rechts im Bild eine HB9XBG-Vertikal-Antenne für das 15‑m‑Amateurfunkband. (Links daneben, geschmückt mit der Fahne des Kantons Wallis, eine HB9XBG-Antenne für das 20‑m‑Band)

Als 15-Meter-Band bezeichnet man den Frequenzbereich von 21,0 MHz bis 21,45 MHz. Er gehört zum Kurzwellenbereich. Der Name leitet sich von der ungefähren Wellenlänge des Bereiches ab.

## Ausbreitungsbedingungen
Die Ausbreitungsbedingungen des 15-Meter-Bandes sind sehr abhängig von der Anzahl der Sonnenflecken. Während des Sonnenfleckenminimums sind nur tagsüber in den Sommermonaten kurze Bandöffnungen vorhanden, während der Winterzeit kann es sogar zu Totalausfällen kommen, die mehrere Tage dauern können. Umso mehr lassen sich im Maximum der Sonnenaktivität, gefördert durch eine geringe Dämpfung, auch mit kleinen Leistungen sehr weite Entfernungen überbrücken. Atmosphärische Störungen haben keine Auswirkungen auf das Band.

## 15-Meter-Amateurband

### Bandplan
Der Amateurfunk-Bandplan sieht wie folgt aus:
| Frequenzbereich   | max. Bandbreite | Nutzung |
| ----------------- | --------------- | --- |
| 21,000–21,070 MHz | 200 Hz          | CW, QRS-Aktivitätszentrum 21,055 MHz, QRP-Aktivitätszentrum 21,060 MHz                                      |
| 21,070–21,090 MHz | 500 Hz          | Schmalband, Digimode, FT8 21,074 MHz                                                                        |
| 21,090–21,110 MHz | 500 Hz          | Schmalband, Digimode, automatisch arbeitende Stationen                                                      |
| 21,110–21,120 MHz | 2700 Hz         | alle Betriebsarten (kein SSB), automatisch arbeitende Stationen                                             |
| 21,120–21,149 MHz | 500 Hz          | Schmalband                                                                                                  |
| 21,149–21,151 MHz | –               | internationales Baken-Projekt, kein Sendebetrieb                                                            |
| 21,151–21,450 MHz | 2700 Hz         | alle Betriebsarten, Aktivitätszentrum SSB QRP 21,285 MHz, Aktivitätszentrum „Weltweiter Notfunk“ 21,360 MHz |